# 1299
| [ Edytuj tabelę ]                          |                                                                |
| Książę Małopolski                          | - 1291 Wacław II 1305                                          |
| Książę Wielkopolski                        | - 1296 Władysław I Łokietek 1300                               |
| Król Albanii                               | - 1285 Karol II 1301                                           |
| Współksiążęta Andory                       | - 1295 Guillem de Montcada 1308 - 1278 Roger Bernard I 1302    |
| Król Angkoru                               | - 1295 Indrawarman III 1307                                    |
| Król Anglii                                | - 1272 Edward I 1307                                           |
| Król Aragonii i Walencji, hrabia Barcelony | - 1291 Jakub II Sprawiedliwy 1327                              |
| Margrabia Brandenburgii                    | - 1267 Konrad 1304 - 1267 Otto IV 1308 - 1293 Henryk I 1318    |
| Książę Burgundii                           | - 1272 Robert II 1306                                          |
| Książę Dolnej Bawarii                      | - 1290 Stefan I 1309 - 1290 Otton III 1312                     |
| Książę Górnej Bawarii                      | - 1294 Rudolf I 1317 - 1294 Ludwik III 1340                    |
| Cesarz Bizancjum                           | - 1282 Andronik II Paleolog 1328                               |
| Car Bułgarii                               | - 1299 Czaka 1300                                              |
| Cesarz Chin                                | - 1294 Temür Öldżejtü 1307                                     |
| Król Cypru                                 | - 1285 Henryk II 1306                                          |
| Król Czech                                 | - 1278 Wacław II 1305                                          |
| Król Danii                                 | - 1286 Eryk Menved 1319                                        |
| Władca Egiptu                              | - 1296 Ladżin 1299 - 1299 An-Nasir Muhammad 1309               |
| Cesarz Etiopii                             | - 1294 synowie Jagbyy Tsyjona 1299 - 1299 Uyddym Raad 1314     |
| Król Francji                               | - 1285 Filip IV Piękny 1314                                    |
| Hrabia Holandii                            | - 1296 Jan I 1299 - 1299 Jan II 1304                           |
| Cesarz Japonii                             | - 1298 Go-Fushimi 1301                                         |
| Kalif                                      | - 1262 Al-Hakim bi-Amr Allah 1302                              |
| Król Kastylii i Leónu                      | - 1295 Ferdynand IV Pozwany 1312                               |
| Patriarcha Konstantynopola                 | - 1294 Jan XII 1303                                            |
| Władca Korei                               | - 1274 Ch’ungnyŏl 1308                                         |
| Wielki książę litewski                     | - 1295 Witenes 1316                                            |
| Cesarz Majapahitu                          | - 1293 Raden Wijaya 1309                                       |
| Sułtan Maroka                              | - 1286 Abu Jakub Jusuf 1307                                    |
| Książę Mediolanu                           | - 1287 Matteo I Wielki 1302                                    |
| Senior Monako                              | - 1291 Franciszek 1301                                         |
| Książę Moskwy                              | - 1283 Daniel Aleksandrowicz 1303                              |
| Król Nawarry                               | - 1284 Filip I 1305                                            |
| Król Norwegii                              | - 1280 Eryk II Wróg Księży 1299 - 1299 Haakon V Długonogi 1319 |
| Hrabia Palatynatu                          | - 1294 Rudolf I Wittelsbach 1317                               |
| Papież                                     | - 1294 Bonifacy VIII 1303                                      |
| Król Portugalii                            | - 1279 Dionizy I 1325                                          |
| Sułtan Rumu                                | - 1294 Masud II 1301                                           |
| Książę Rusi halickiej                      | - 1270 Lew I 1300                                              |
| Cesarz Rzymski (niemiecki)                 | - 1298 Albrecht I Habsburg 1308                                |
| Książę Saksonii                            | - 1298 Rudolf I 1356                                           |
| Król Serbii                                | - 1282 Stefan Urosz II 1321                                    |
| Król Szwecji                               | - 1290 Birger I Magnusson 1318                                 |
| Sułtan Turków                              | - 1299 Osman I 1324                                            |
| Doża Wenecji                               | - 1289 Pietro Gradenigo 1311                                   |
| Król Węgier                                | - 1290 Andrzej III 1301                                        |
| Wielki mistrz zakonu krzyżackiego          | - 1297 Gottfried von Hohenlohe 1302                            |

Rok 1299 / MCCXCIX
stulecia: XII wiek ~
XIII wiek ~
XIV wiek

lata: 1289 «
1294 «
1295 «
1296 «
1297 «
1298 «
1299
» 1300
» 1301
» 1302
» 1303
» 1304
» 1309

## Wydarzenia w Polsce
- 17 czerwca – książę raciborski Przemko nadał Raciborzowi prawa miejskie według prawa magdeburskiego.
- 2 sierpnia – Białogard otrzymał prawa miejskie.
- Władysław Łokietek wydał dokument, w którym pozwalał miastom karać śmiercią schwytanych łotrzyków. Mieszczanie otrzymali więc prawo ścinania rycerzy pojmanych na gorącym uczynku.
- Pod koniec maja w Radziejowie Władysław Łokietek nadał Nakłu nad Notecią przywilej lokacyjny na prawie magdeburskim.
- Cedynia otrzymała prawa miejskie.

## Wydarzenia na świecie
- 6 maja – wojska sułtana Maroka Abu Jakuba Jusufa rozpoczęły 8-letnie oblężenie Tilimsan, stolicy kraju Abdalwadydów w dzisiejszej Algierii.
- 23 grudnia – armia mongolska pod wodzą Mahmuda Ghazana pokonała mameluków w bitwie pod Wadi al-Chazindar.
- Osman I ogłosił się niezależnym władcą, przyjmując tytuł sułtana.

## Urodzili się
- Alfons IV Łagodny, król Aragonii (zm. 1336)
- Tenoch – kapłan i przywódca Azteków, pierwszy (mityczny) tlatoani (zm. 1363)

## Zmarli
- 13 lipca – Eryk II Wróg Księży, król Norwegii (ur. 1268)
- 10 listopada  – Jan I Holenderski, hrabia Holandii (ur. ok. 1282)
- data dzienna nieznana:
  - Nogaj, emir Złotej Ordy (ur.?)